# 도라 라첸

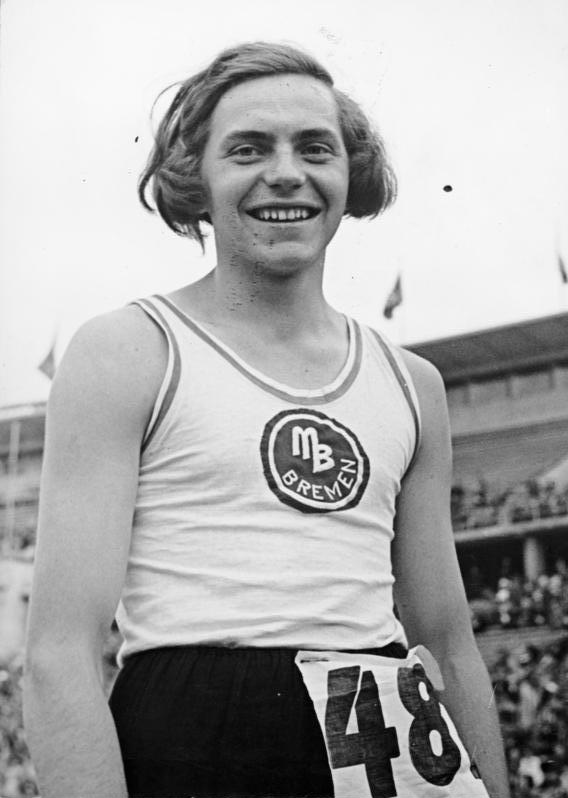
도라 라첸.

도라 라첸(Dora Ratjen, 1918년 11월 20일 ~ 2008년 4월 22일)은 남성인데도 1936년 하계 올림픽에 여자 높이뛰기로 출전한 선수이다.
여자인지 남자인지 애매모호한 불완전한 남성으로 태어나 부모에 의해 여성으로 길러졌으나 스스로 남성이라는 것을 깨달았는데도 여성으로 길러져 어린시절부터 여자 스포츠에 출전했다. 1938년에 기차 승무원이 여장남자가 기차에 탔다고 경찰에 신고하면서 그가 남성이었음이 드러났다. 의사의 검진 결과 불완전한 남성으로 판명되었다. 그 후 하인리히 라첸(Heinrich Ratjen)이라는 새 이름을 얻고 남성의 삶을 살았다.